# Nolletia
Nolletia es un género de plantas con flores perteneciente a la familia  Asteraceae. Comprende 14 especies descritas y solo 9 aceptadas.

## Taxonomía
El género fue descrito por Alexandre Henri Gabriel de Cassini y publicado en Dictionnaire des Sciences Naturelles [Second edition] 37: 461, 479. 1825.

## Especies aceptadas
A continuación se brinda un listado de las especies del género Nolletia aceptadas hasta junio de 2012, ordenadas alfabéticamente. Para cada una se indica el nombre binomial seguido del autor, abreviado según las convenciones y usos.
- Nolletia arenosa O.Hoffm.
- Nolletia chrysocomoides (Desf.) Cass. - Citada de Marruecos y Sierra Bermeja (Provincia de Málaga, España[4])
- Nolletia ciliaris (DC.) Steetz
- Nolletia ericoides Merxm.
- Nolletia gariepina (DC.) Mattf.
- Nolletia rarifolia (Turcz.) Steetz
- Nolletia ruderalis Hilliard
- Nolletia tenuifolia Mattf.
- Nolletia zambesica R.E.Fr.

En España, Nolletia chrysocomoides, está considera planta extinguida, por Resolución de 1 de agosto de 2018, de la Secretaría de Estado de Medio Ambiente, por la que se publica el Acuerdo de la Conferencia Sectorial de Medio Ambiente en relación con el Listado de especies extinguidas en todo el medio natural español. BOE N.º 195, lunes 13 de agosto de 2018.